# Kate Mara
Kate Rooney Mara  (Bedford, 27 de fevereiro de 1983) é uma atriz norte-americana. Começou atuando em teatros de sua cidade natal. Seu primeiro filme foi Random Hearts (1999). Seus trabalhos mais notáveis incluem seu trabalho como a jornalista "Zoe" em House of Cards da Netflix, Brokeback Mountain e as telesséries 24 horas e American Horror Story. e no filme Refém de 2015, dirigido
por Jerry Jameson .

## Biografia
Mara é bisneta de Tim Mara, que em 1925 fundou o time de futebol americano New York Giants e de Art Rooney, que fundou em 1933 o também time de futebol americano Pittsburgh Steelers.
Filha de Chris Mara, vice-presidente do New York Giants e Kathleen Rooney. Sua ascendência é ítalo-irlandesa, seus antepassados tinham sobrenome O'Mara Ela tem um irmão mais velho, Daniel Mara, e dois mais jovens, a também atriz Rooney Mara e Conor Mara.
Kate resolveu ser atriz quando viu, ainda jovem, o musical Les Misérables e cresceu vendo musicais na TV e na Broadway, aonde ia com sua mãe. Tinha especial predileção por filmes com Judy Garland. Sua estreia nos palcos foi aos 9 anos, num musical escolar Mara frenquentou vários cursos de teatro e apareceu em espetáculos comunitários. Kate se descreveu, na revista Esquire, como "dolorosamente tímida" em sua fase de crescimento.
Ainda jovem, Kate insistia com a mãe para que lhe conseguisse um empresário, até que ela conseguiu o nome e endereço de uma agência, enviou uma fotografia e Kate contratou seu primeiro empresário, isso aos 14 anos, quando fez um teste (frustrado) para atuar no drama televisivo Homicide: Life on the Street. Kate finalmente foi aceita na Tisch School of the Arts da Universidade de New York, para estudar teatro musical, e formou-se na Fox Lane High School um ano depois. Kate foi pressionada pelos pais a fazer faculdade, mas já trabalhava como atriz, e ainda esperou três anos até comunicar sua decisão de não estudar. Mudou-se então para Manhattan para trabalhar em tempo integral.
Sua irmã mais nova Rooney Mara também é atriz.

### Televisão e teatro
O primeiro papel de Kate na TV foi no drama Law & Order, em 1997. Depois fez aparições especiais em vários seriados, como Madigan Men, Ede Law & Order: Special Victims Unit. Em 2003 estrelou Everwood — no papel de Kate, uma garota de 18 anos que engravida de seu professor de piano e faz um aborto — e em Nip/Tuck — como Vanessa, uma cheerleader bissexual envolvida num triângulo amoroso com Matt McNamara e sua colega (vivida por Sophia Bush).
Kate também apareceu em Cold Case, Boston Public, CSI: Miami e CSI: Crime Scene Investigation em 2003. Foi escalada e protagonizou Prodigy em 2004, protótipo de uma série da the WB Television Network sobre uma jovem-prodígio. A série não passou do episódio piloto. Kate apareceu em vários papéis recorrentes na série da WB Jack & Bobby, em 2005, e em 5 episódios da 5ª temporada de 24 horas, da Fox, em 2006, no papel de Shari Rothenberg, analista de sistemas. Em 2013 estrelou a série original do Netflix House of Cards junto a Kevin Spacey e Robin Wright, a série teve sua primeira temporada inteiramente dirigida pelo consagrado diretor  David Fincher.
Em 2015, participou de dois filmes de grande orçamento, Quarteto Fantástico e  Perdido em Marte.

## Vida Pessoal
Dança jazz, balé e sapateado. É torcedora do New York Giants, time que pertence à sua família. A atriz, assim como a irmã Rooney Mara, é vegana e uma ativista dos direitos dos animais. Mara é um dos rostos da Humane Society dos Estados Unidos.
Namorou o ator Max Minghella de 2010 a 2014. No fim de 2015, começou a namorar o ator Jamie Bell, com quem contracenou em Quarteto Fantástico. Eles noivaram em janeiro de 2017, casaram-se no mesmo ano e tiveram 2 filhos. Uma menina nascida em 2019 e um menino nascido em 2022.

## Filmografia

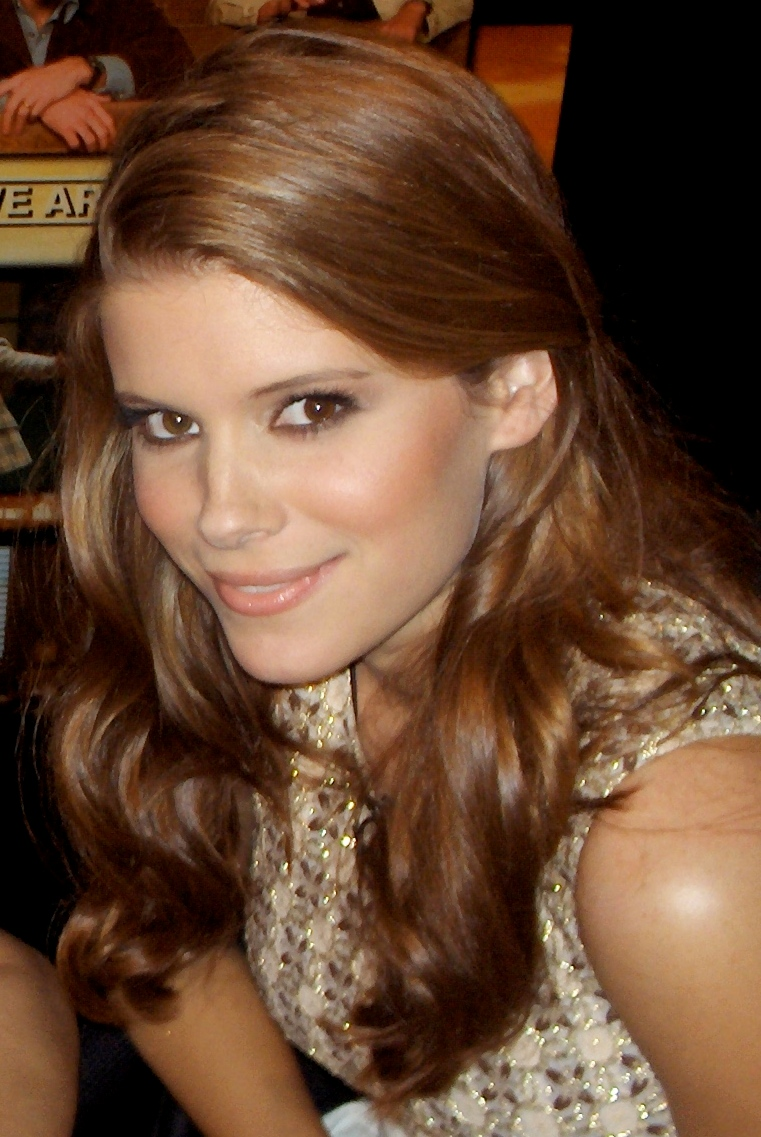
Mara em um evento do filme We Are Marshall em dezembro de 2006

### Cinema
| Ano  | Título                                 | Papel                    | Notas          |
| ---- | -------------------------------------- | ------------------------ | -------------- |
| 1999 | Joe the King                           | Allyson                  |                |
| 1999 | Random Hearts                          | Jessica Chandler         |                |
| 2002 | Tadpole                                | Miranda Spear            |                |
| 2004 | Time Well Spent                        | Garota                   | Curta-metragem |
| 2005 | Urban Legends: Bloody Mary             | Samantha Owens           |                |
| 2005 | Brokeback Mountain                     | Alma Jr.,19 anos         |                |
| 2005 | The Californians                       | Zoe Tripp                |                |
| 2006 | Zoom                                   | Summer Jones / Maravilha |                |
| 2006 | Fireflies                              | Taylor                   |                |
| 2006 | We Are Marshall                        | Annie Cantrell           |                |
| 2007 | Full of It                             | Annie Dray               |                |
| 2007 | Shooter                                | Sarah Fenn               |                |
| 2008 | Transsiberian                          | Abby                     |                |
| 2008 | Stone of Destiny                       | Kay Matheson             |                |
| 2009 | The Open Road                          | Lucy                     |                |
| 2009 | Big Guy                                | Kate                     | Curta-metragem |
| 2010 | Happythankyoumoreplease                | Mississippi              |                |
| 2010 | Iron Man 2                             | Marechal americana       |                |
| 2010 | 127 Hours                              | Kristi                   |                |
| 2010 | Peep World                             | Meg                      |                |
| 2011 | Ironclad                               | Lady Isabel              |                |
| 2011 | Queen of Hearts                        | Rainha dos Corações      | Curta-metragem |
| 2011 | Ten Years                              | Elise                    |                |
| 2012 | Deadfall                               | Hanna Becker             |                |
| 2014 | Transcendence                          | Bree                     |                |
| 2014 | Tiny Detectives                        | Detetive Kate            | Curta-metragem |
| 2014 | Almost Not Beautiful                   | Lisa                     | Curta-metragem |
| 2015 | The Heyday of the Insensitive Bastards | Lisa                     |                |
| 2015 | Fantastic Four                         | Sue Storm                |                |
| 2015 | Man Down                               | Natalie Drummer          |                |
| 2015 | The Martian                            | Beth Johanssen           |                |
| 2015 | Captive                                | Ashley Smith             |                |
| 2016 | Morgan                                 | Lee Weathers             |                |
| 2017 | Megan Leavey                           | Megan Leavey             |                |
| 2017 | My Days of Mercy                       | Mercy                    |                |
| 2017 | Chappaquiddick                         | Mary Jo Kopechne         |                |
| 2022 | Call Jane                              | Lana                     |                |
| 2024 | Friendship                             | Tami                     |                |
| 2025 | The Astronaut                          | Ten. Sam Walker          |                |
| 2025 | The Dutchman                           | Lula                     |                |

### Televisão
| Ano       | Título                              | Papel               | Notas                                  |
| --------- | ----------------------------------- | ------------------- | -------------------------------------- |
| 1997      | Law & Order                         | Jenna Erlich        | Episódio: "Shadow"                     |
| 2000      | Ed                                  | Kelly Kovacs        | Episódio: "Pretty Girls and Waffles"   |
| 2000      | Madigan Men                         | Julie               | Episódio: "White Knight"               |
| 2001      | Law & Order: Special Victims Unit   | Lori                | Episódio: "Pixies"                     |
| 2003      | Everwood                            | Kate Morris         | 2 episódios                            |
| 2003      | Nip/Tuck                            | Vanessa Bartholomew | 4 episódios                            |
| 2003      | Cold Case                           | Jill Shelby         | Episódio: "Look Again"                 |
| 2003      | Boston Public                       | Helena Gelbke       | Episódio: "Chapter Seventy-Five"       |
| 2004      | CSI: Miami                          | Stephanie Brooks    | Episódio: "Murder in a Flash"          |
| 2004      | CSI: Crime Scene Investigation      | Janelle Macklin     | Episódio: "Formalities"                |
| 2004      | Prodigy                             | Callie Duncan       | Telefilme                              |
| 2005      | Jack & Bobby                        | Katie               | 6 episódios                            |
| 2006      | 24 Horas                            | Shari Rothenberg    | 5 episódios                            |
| 2009      | Entourage                           | Bittany             | 4 episódios                            |
| 2011      | American Horror Story: Murder House | Hayden McClaine     | 8 episódios                            |
| 2012      | TRON: Uprising                      | Perl                | 3 episódios                            |
| 2013-2016 | House of Cards                      | Zoe Barnes          | 14 episódios                           |
| 2014      | Robot Chicken                       | Vários              | 2 episódios                            |
| 2015      | Moonbeam City                       | Chrysalis Tate      | 10 episódios                           |
| 2018      | Pose                                | Patty Bowes         | 6 episódios                            |
| 2020      | A Teacher                           | Claire Wilson       | 10 episódios                           |
| 2023      | Class of '09                        | Ashley Poet         | 8 episódios                            |
| 2023      | Black Mirror                        | Lana Stanfield      | Episódio: "Beyond the Sea"             |
| 2025      | Invincible                          | Becky               | Episódio: "All I Can Say Is I'm Sorry" |